# مريم ساسي
مريم ساسي (ولدت في 1 أبريل 1991) هي لاعبة كرة قدم تونسية، تلعب كحارس مرمى لنادي النهضة السعودي ولمنتخب تونس للسيدات.

## المسيرة مع الأندية
لعبت ساسي لصالح الجمعية الرياضية لبنك الإسكان في تونس.
انتقلت إلى تركيا وانضمت إلى الفريق حديث التأسيس تشايكور ريزه سبور للمشاركة في الدوري التركي الممتاز لكرة القدم للسيدات.

## المسيرة الدولية
شاركت ساسي مع منتخب تونس للسيدات على المستوى الدولي، بما في ذلك الفوز الودي خارج الديار على الأردن بنتيجة 2–0 في 13 يونيو 2021.

## وصلات خارجية
- Mariem Ben Sassi  على فيسبوك.
- Mariem Ben Sassi على إنستغرام